# Order of Mapungubwe

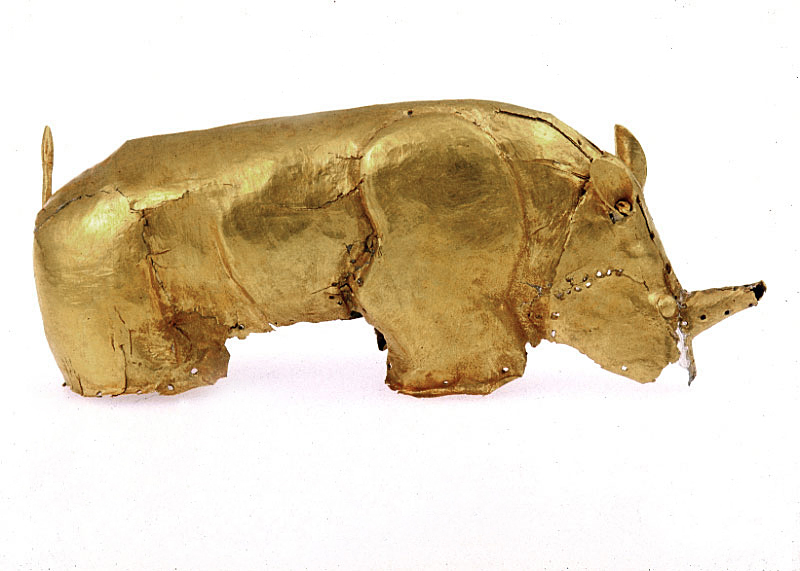
Das goldene Rhinoceros der Mapungubwe; 1075–1220; Mapungubwe Collection (University of Pretoria Museums)

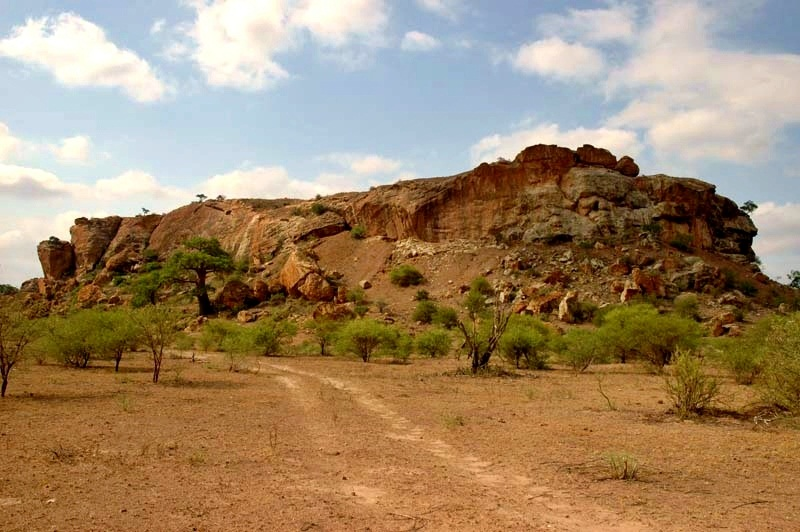
Der Mapungubwe-Hügel

Der Order of Mapungubwe (deutsch etwa: „Mapungubwe-Orden“) ist ein südafrikanischer Orden. Er wurde am 6. Dezember 2002 eingeführt und wird einmal pro Jahr vom Präsidenten der Republik Südafrika an Südafrikaner verliehen, die sich mit Exzellenz und herausragenden Leistungen verdient gemacht haben. Der Orden ist nach dem alten Reich Mapungubwe am Nordrand des heutigen Südafrika benannt. Er löste den Order of Meritorious Service ab und gilt als höchste Auszeichnung Südafrikas.

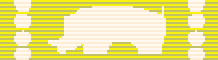
Band des Order of Mapungubwe

Den Orden gibt es in vier Klassen:
- in Platin (OMP)
- in Gold (OMG)
- in Silber (OMS)
- in Bronze (OMB)

## Design
Der Orden besteht aus drei Teilen, einem Halsband, einer Brosche und einer Reversnadel. Am Halsband befindet sich, aus dem entsprechenden Metall gefertigt, ein Metallschmuckstück. Es stellt unten die handwerklichen Künste in Mapungubwe wie die Metallverarbeitung dar. Ein Feuer steht für die dafür verwendeten Brennöfen, aber auch für den Fortschritt der Menschheit. Darüber ist eine überfließenden Urne dargestellt, die ebenfalls für die damaligen Metallschmelzen steht, aber auch Reichtum und Exzellenz sowie den Fortschritt im wissenschaftlichen und künstlerischen Ausdruck symbolisieren soll. Der Inhalt der Urne umfließt symmetrisch zwei nachgebildeten Zepter der Mapungubwe-Reiches. An der Spitze steht die Nashorn-Nachbildung eines Schmuckstücks aus Mapungubwe. Die Brosche zeigt dieses Schmuckstück in kleinerem Maßstab. Die Reversnadel ist ebenfalls aus Platin, Gold, Silber oder Bronze gefertigt und zeigt ebenso das Nashorn.

## Ordensträger
Erster Träger des Ordens in Platin war 2002 der frühere Präsident Nelson Mandela.

### 2002
- Nelson Mandela – Platin (Nationale Versöhnung und Nationenbildung)
- Allan McLeod Cormack (postum) – Gold (Wissenschaft)
- Frederik Willem de Klerk – Gold (Nationale Versöhnung und Nationenbildung)
- Basil Schonland (postum) – Gold (Physik)
- Peter Beighton – Bronze (Medizin)
- Hamilton Naki – Bronze (Medizin)

### 2004
- Sydney Brenner – Gold (Medizin)
- Tshilidzi Marwala – Bronze (Ingenieurwissenschaften)
- Batmanathan Dayanand Reddy – Bronze (Mathematik und Naturwissenschaften)

### 2005
- J. M. Coetzee – Gold (Literatur)
- Aaron Klug – Gold (Molekularbiologe)
- Frank Nabarro – Silber (Physik)
- Tebello Nyokong – Bronze (Medizin)
- Himladevi Soodyall – Bronze (Wissenschaft)

### 2006
- Selig Percy Amoils – Silber (Medizin)
- George Ellis – Silber (Mathematik und Naturwissenschaften)
- Lionel Opie – Silber (Medizin)
- Patricia Berjak – Silber (Biologie)

### 2007
- Claire Penn – Silber (Medizin)
- Sibusiso Sibisi – Silber (Informatik)
- Valerie Mizrahi – Silber (Molekularbiologie)

### 2008
- Doris Lessing – Gold (Literatur)
- Wieland Gevers – Silber (Höhere Bildung und Medizin)
- Phuti Ngoepe – Silber (Naturwissenschaften)
- Timothy David Noakes – Silber (Sportwissenschaften)
- Pragasen Pillay – Silber (Ökologie)

### 2009
- Hendrik J. Koornhof – Silber (Biomedizin)
- Bongani Mawethu Mayosi – Silber (Medizin)

### 2010
- Douglas Butterworth – Silber (Ökologie)
- Johann Lutjeharms – Silber (Ozeanografie)
- Monique Zaahl – Bronze (Medizin)

### 2011
- Pieter Steyn – Silber (Chemie)

### 2012
- Oliver Reginald Tambo (postum) – Platin (für seine Verdienste im Kampf gegen die Apartheid)
- Albert Mvumbi Luthuli (postum) – Platin (für seine Verdienste im Kampf gegen die Apartheid)
- Barry David Schoub – Silber (Medizin)
- Patience Mthunzi – Bronze (Medizin, Biophotonik)

### 2013
- Malegapuru William Makgoba – Silber (Wissenschaft und Medizin)
- Glenda Gray – Silber (Medizin)
- George Ekama – Silber (Ökologie)
- Bernie Fanaroff – Silber (Astronomie)
- Quarraisha Abdool Karim – Bronze (Medizin)

### 2014
- William Soga (postum) – Silber (Medizin)
- Ismael Mohamed (postum) – Silber (Mathematik, Kampf gegen die Apartheid)
- Hendrik Simon Schaaf – Silber (Medizin)
- Namrita Lall – Bronze (Pharmazie)

### 2016
- Zwelakhe Sisulu (postum) – Gold (Journalismus)

### 2017
- Fulufhelo Nelwamondo – Silber (Ingenieurwissenschaften)
- Siyabulela Lethuxolo Xuza – Silber (Ingenieurwissenschaften)

### 2019
- Bomo Edna Edith Molewa (postum) – Gold (Umweltpolitik)
- Thodozani Majozi – Bronze (Chemieingenieurwissenschaften)
- Malik Maaza – Bronze (Physik)
- Ari Sitas – Bronze (Soziologie)